# حمام نظر علی خان
حمام نظر علی خان مربوط به دوره قاجار است و در شیراز، محله قدیمی اسحاق بیگ، کوچه شهید اکبر منشی واقع شده و این اثر در تاریخ ۲۵ اسفند ۱۳۷۹ با شمارهٔ ثبت ۳۴۰۴ به‌عنوان یکی از آثار ملی ایران به ثبت رسیده است.